# Хатум, Милтон
Милтон Хатум (порт. Milton Hatoum, 19 августа 1952, Манаус) — бразильский писатель.

## Биография
Сын иммигрантов из Ливана. Изучал архитектуру и градостроительство в университетах Бразилиа и Сан-Паулу, затем, по стипендии, учился в США и во Франции. Занимался журналистикой, опубликовал первые стихи. С 1983 года преподавал французскую литературу в Федеральном университете штата Амазонас (UFAM), в 1996 был приглашенным профессором в университете Беркли, в 1998-м переселился в Сан-Паулу, где преподает в университете теорию литературы.
В 37 лет опубликовал первый роман.

## Творчество
Автор четырёх романов, ряда новелл. Критика называет его «писателем, коллекционирующим премии». Переводы его книг изданы во Франции, Великобритании, ФРГ, Испании, Италии, Нидерландах, Греции, Ливане, США.
Переводил прозу Флобера, М.Швоба, эссе Э.Саида.

## Произведения
- Relato de um Certo Oriente/ Повесть о некоем Востоке (1990, премия Жабути)
- Dois Irmãos/ Два брата (2000, премия Жабути)
- Cinzas do Norte/ Пепел Севера (2005, премия бразильской критики, португальская премия Telecom)
- Orfãos do Eldorado/ Сироты Эльдорадо (2008, премия Жабути)